# Omar Mena
Omar Mena (Omar Mena Abreu; * 13. August 1966 in La Lisa, Havanna) ist ein ehemaliger kubanischer Sprinter, der sich auf den 400-Meter-Lauf spezialisiert hatte.
1993 gewann er bei den Zentralamerika- und Karibikspielen Bronze über 400 m.
1995 gewann er bei den Panamerikanischen Spielen in Mar del Plata Silber im Einzelbewerb und siegte in der 4-mal-400-Meter-Staffel. Bei den Leichtathletik-Weltmeisterschaften in Göteborg scheiterte er im Einzelbewerb im Vorlauf und kam mit der kubanischen 4-mal-400-Meter-Stafette auf den sechsten Platz.
Bei den Olympischen Spielen 1996 in Atlanta schied er mit der kubanischen Stafette in der ersten Runde aus.
Seine persönliche Bestzeit von 45,63 s stellte er am 21. Juni 1996 in Havanna auf.